# Museo dell'Opera Metropolitana del Duomo (Sienne)
Le Museo dell'Opera Metropolitana del Duomo (en français : Musée de l'Œuvre de la Cathédrale) est un musée qui conserve les œuvres des artistes qui travaillèrent au cours des siècles à l'intérieur du dôme, du baptistère et de l'oratoire de San Bernardino de la ville de Sienne.
Institué en 1869, il est situé au flanc de la cathédrale et a son siège sur ce qui aurait dû être la nef droite du Duomo Nuovo, selon un projet d'agrandissement du XIVe siècle, jamais arrivé à terme.
Un vaste panorama de la ville et de la campagne siennoise s'offre du facciatone, accessible depuis la salle des Parati.

## Les collections
La plus célèbre rassemble les sculptures en marbre de Giovanni Pisano réalisées entre 1285 et 1297 représentant les sibylles, prophètes et philosophes de l'Antiquité.
Outre la Maestà de Duccio di Buoninsegna, chef-d'œuvre de l'art pictural siennois, le musée conserve de nombreuses œuvres d'artistes de l'école siennoise tels Ambrogio Lorenzetti, Sano di Pietro, Taddeo di Bartolo, Matteo di Giovanni, et le maniériste Domenico Beccafumi. La collection de sculptures en bois est aussi importante avec les œuvres exécutées par Francesco di Valdambrino, Jacopo della Quercia (originaux de la Fonte Gaia). Des croquis de l'architecte Francesco di Giorgio Martini y sont abrités, ainsi que la précieuse décoration liturgique de la chapelle de la Madonna del Voto en argent repoussé, émaux, or et cristal de roche.

## L'église de San Niccolò

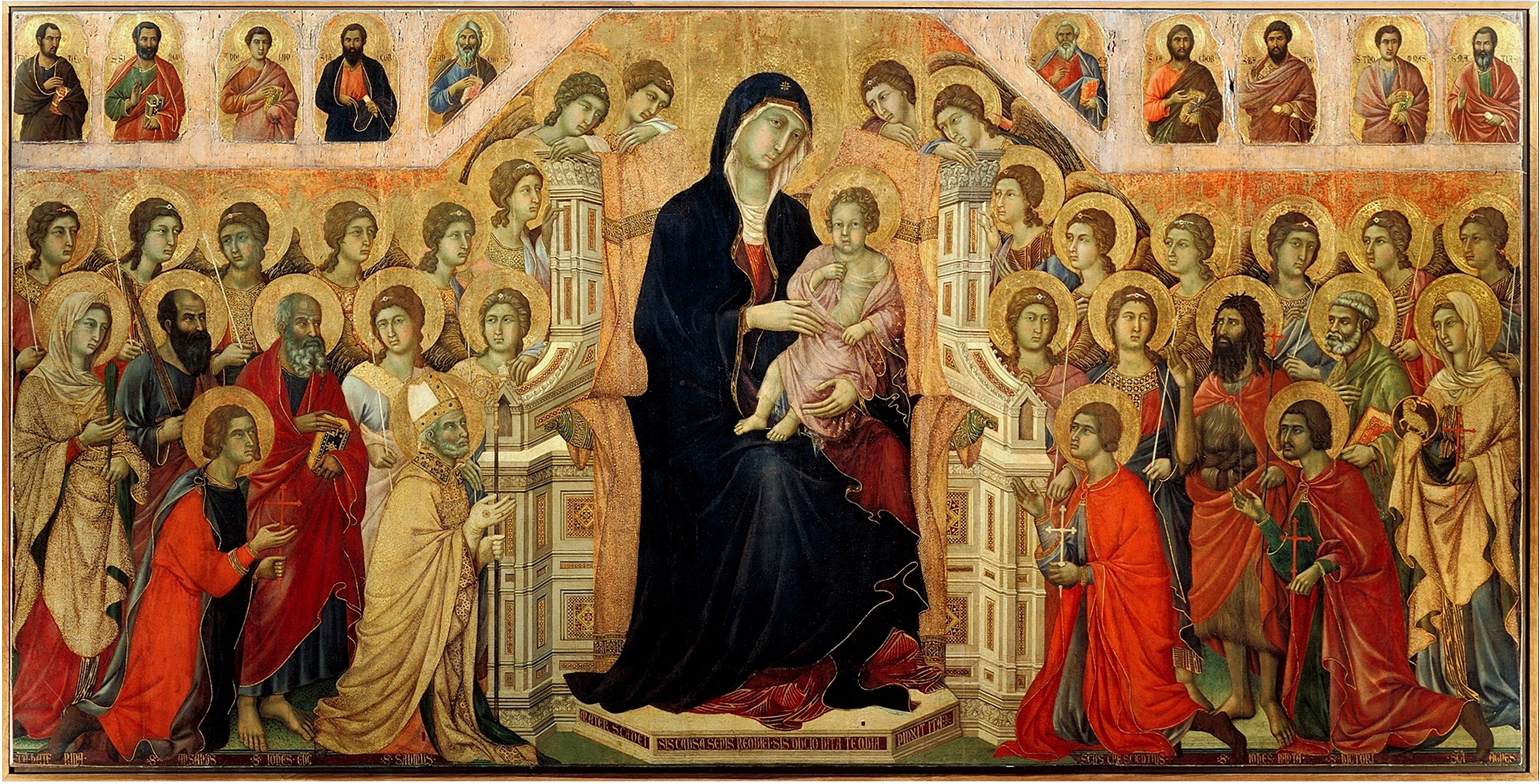
Panneau central de la Maestà de Duccio.

Située à l'intérieur du musée, elle présente un rare exemple de baroque tardif siennois à la riche décoration en stuc de Ludovico Chiappini. Autrefois, l'église était rattachée à l'hôpital de Monna Agnese, institution religieuse, fondée au Duecento, destinée à l'accueil des jeunes filles nécessiteuses. Les autels latéraux de la nef sont ornés par Rutilio Manetti, Raffaello Vanni et Astolfo Petrazzi (it) pendant que le maître-autel se pare du retable de Francesco Vanni représentant la Vierge à l'Enfant entourée de saints.

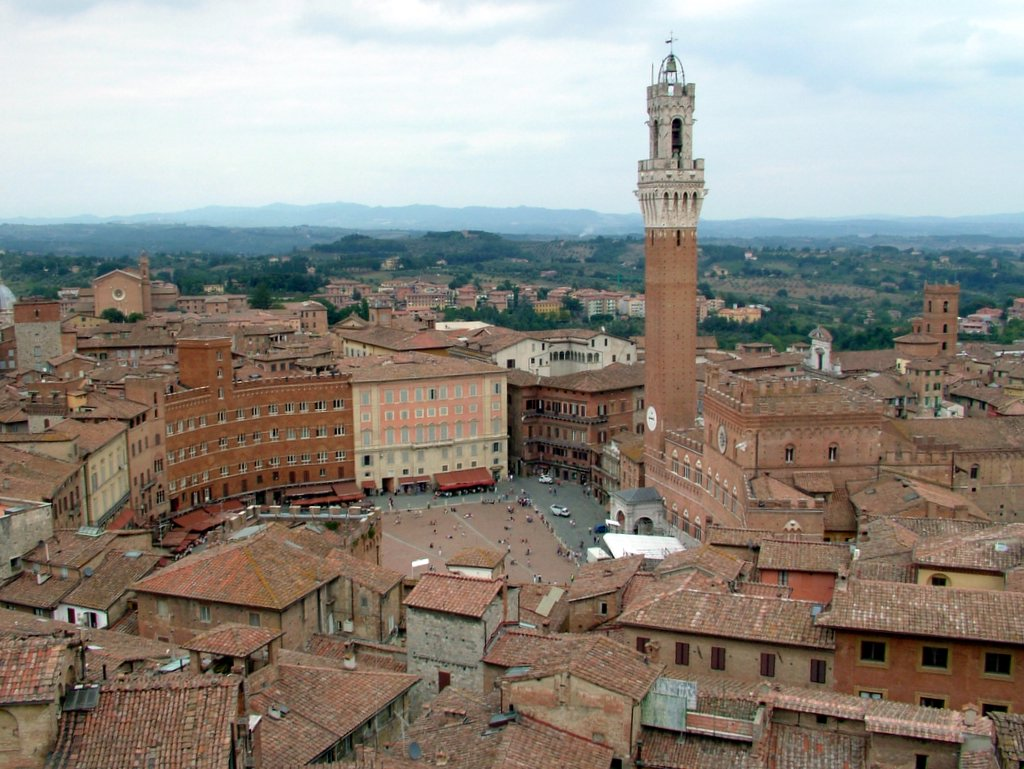
La vue depuis le haut du facciatone.
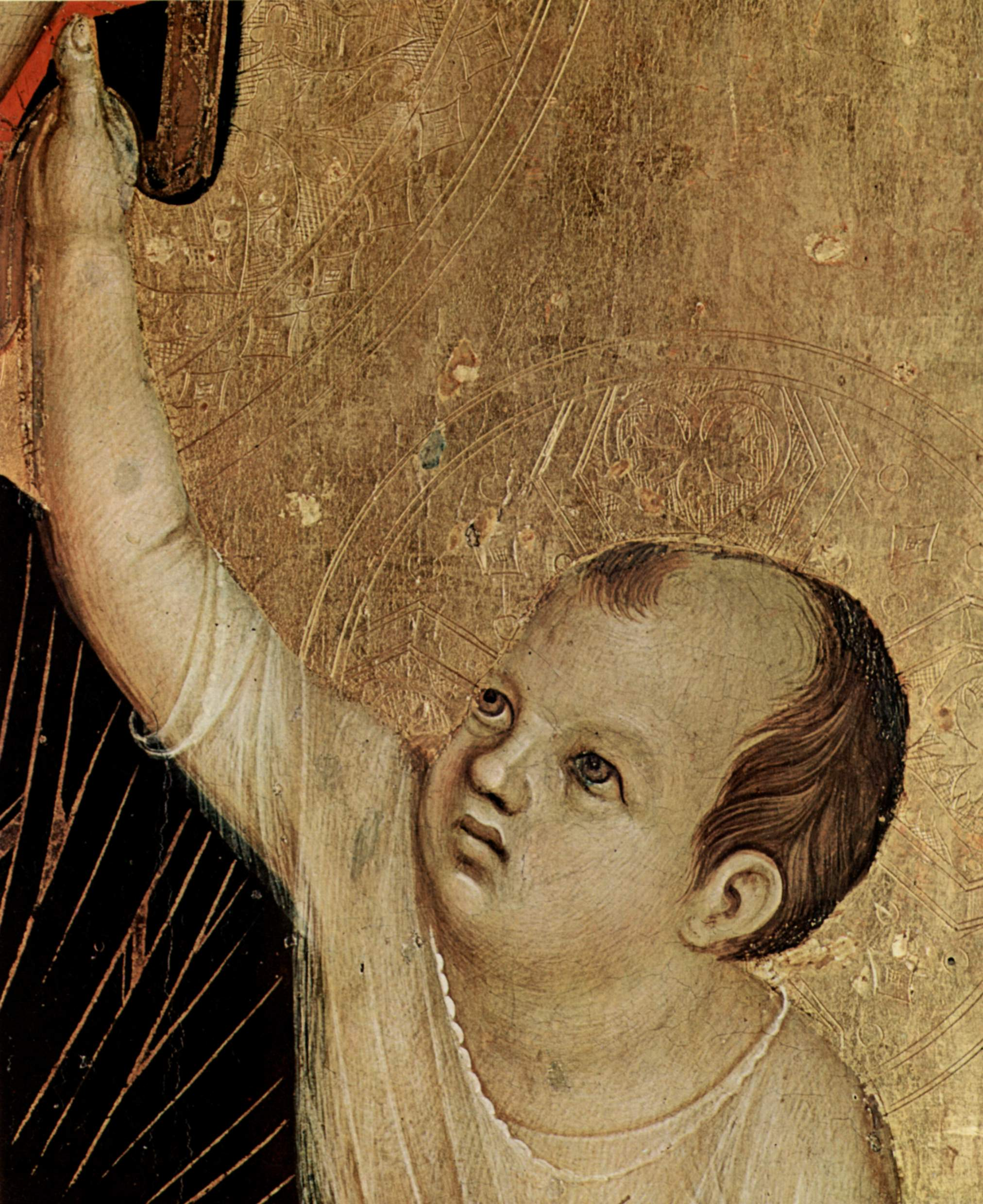
Tempera sur bois de Duccio.
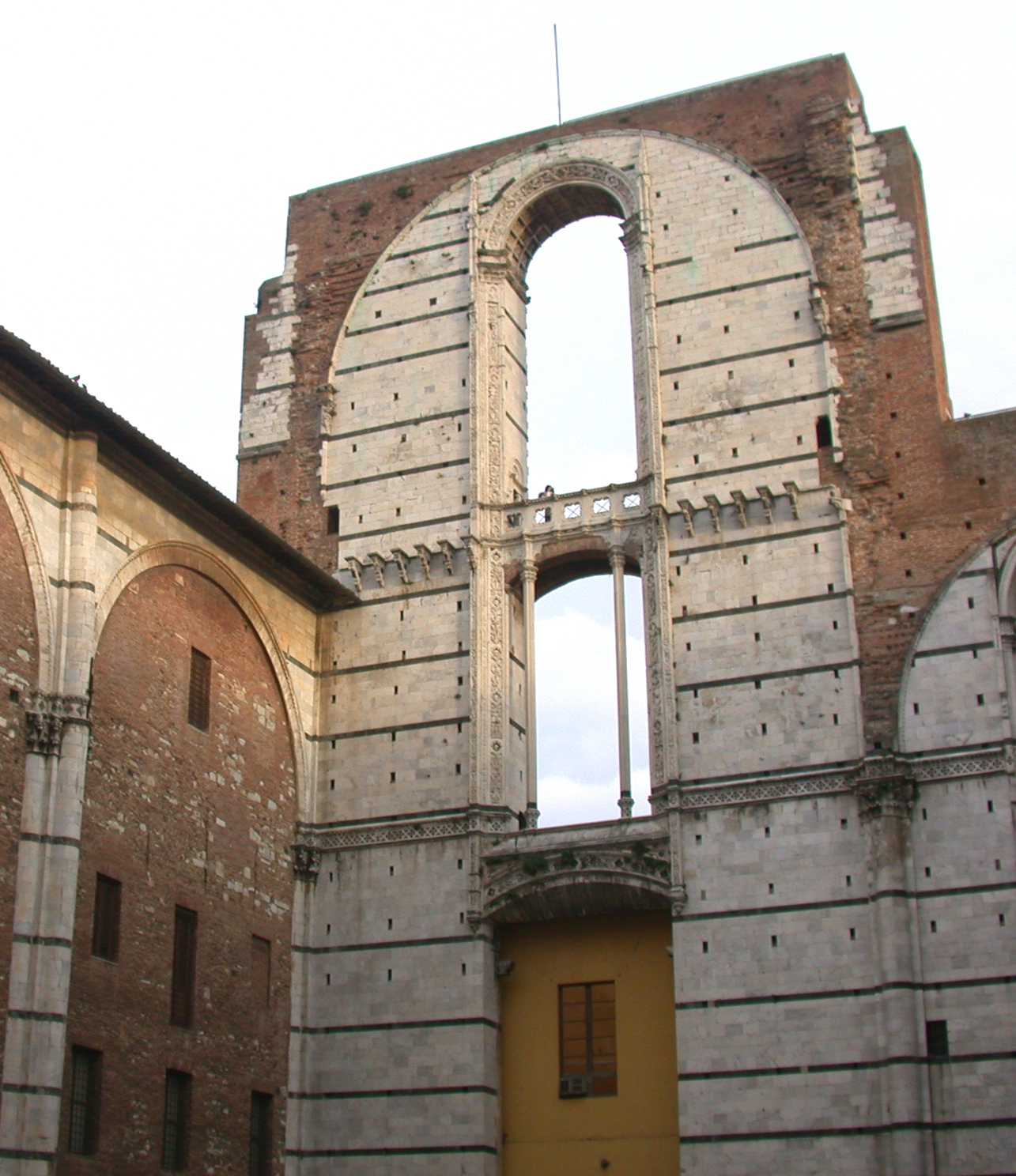
La façade inachevée, le facciatone.
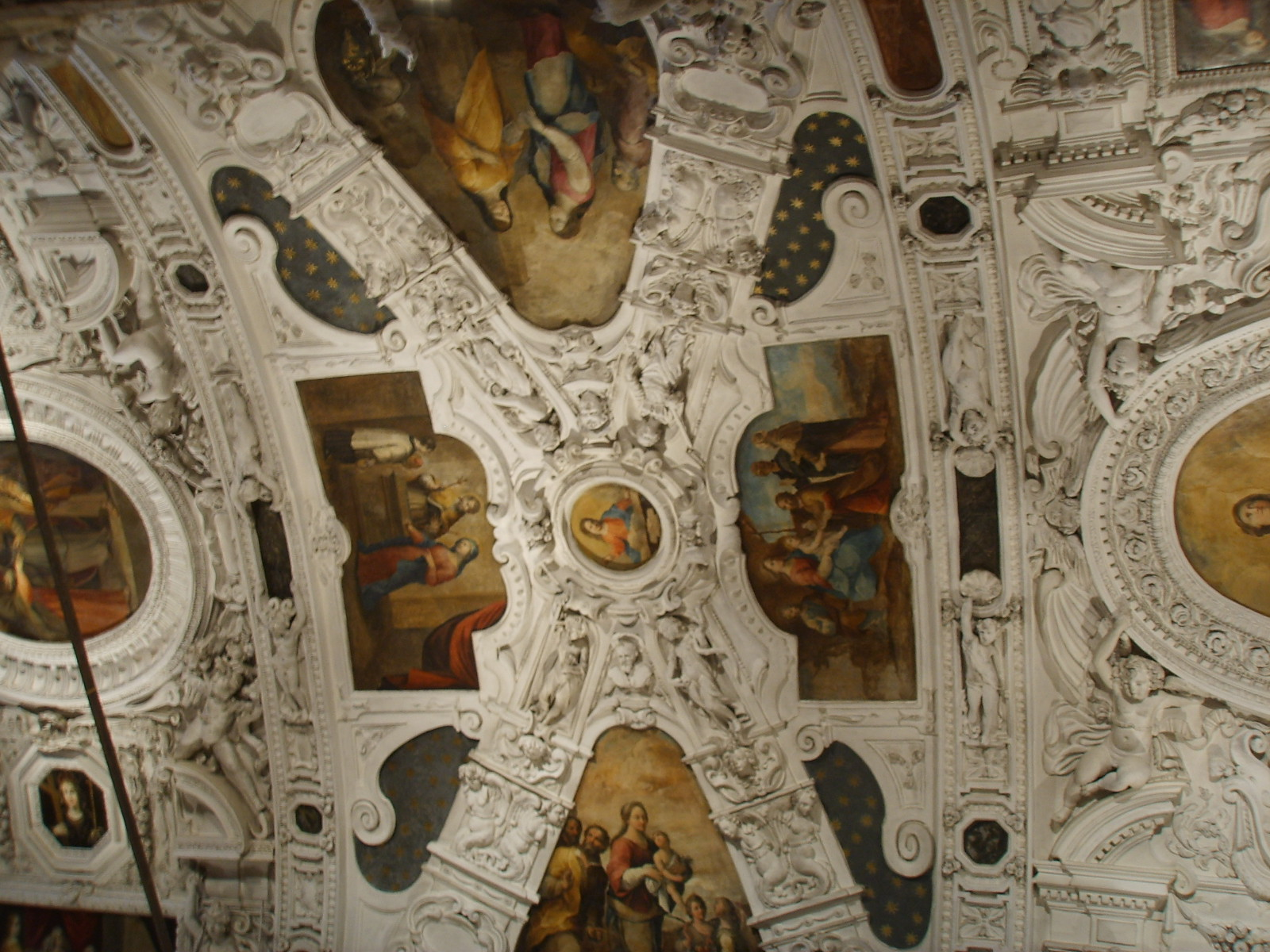
Stucs du plafond.
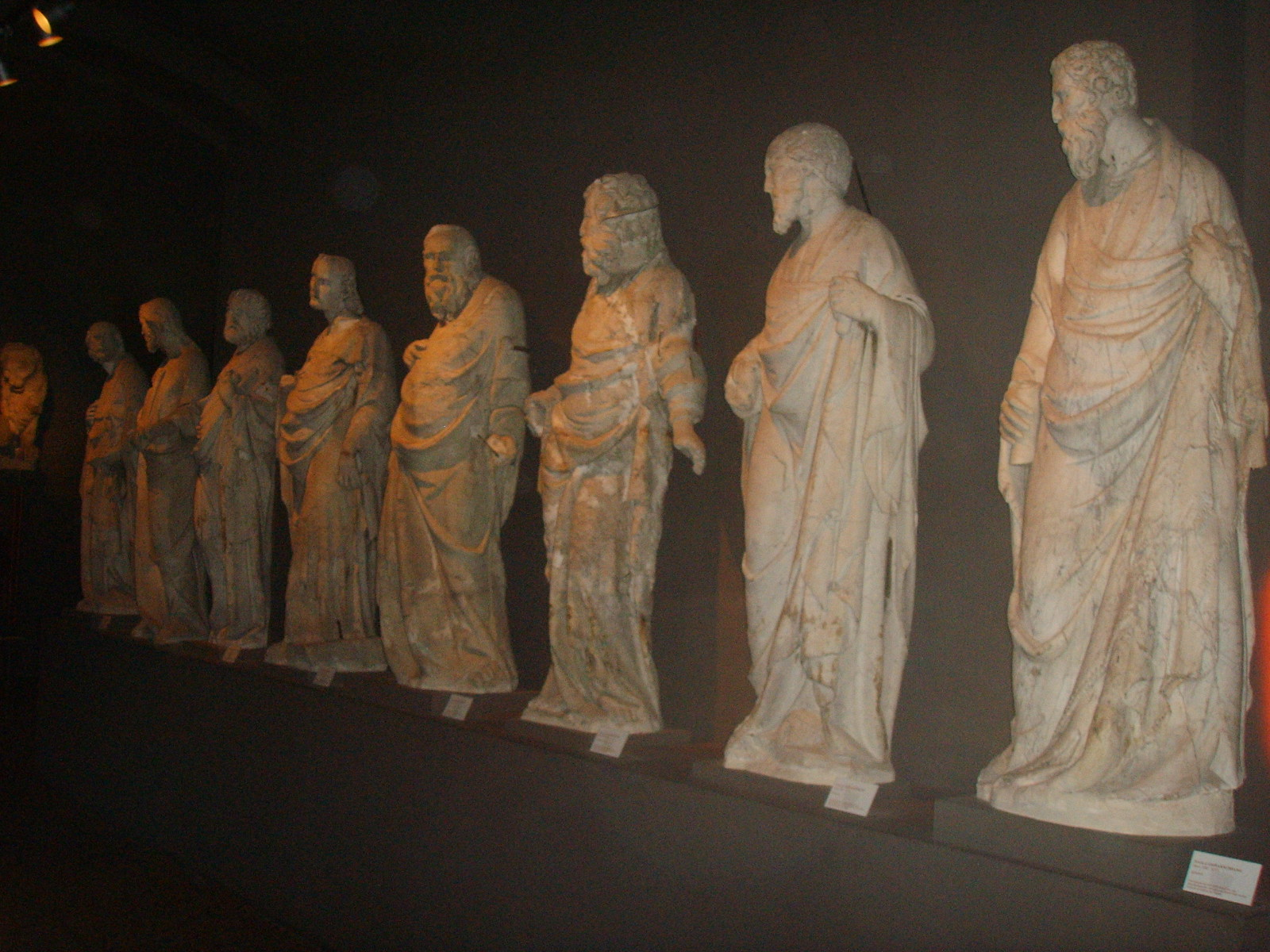
Œuvres de Giovanni Pisano.
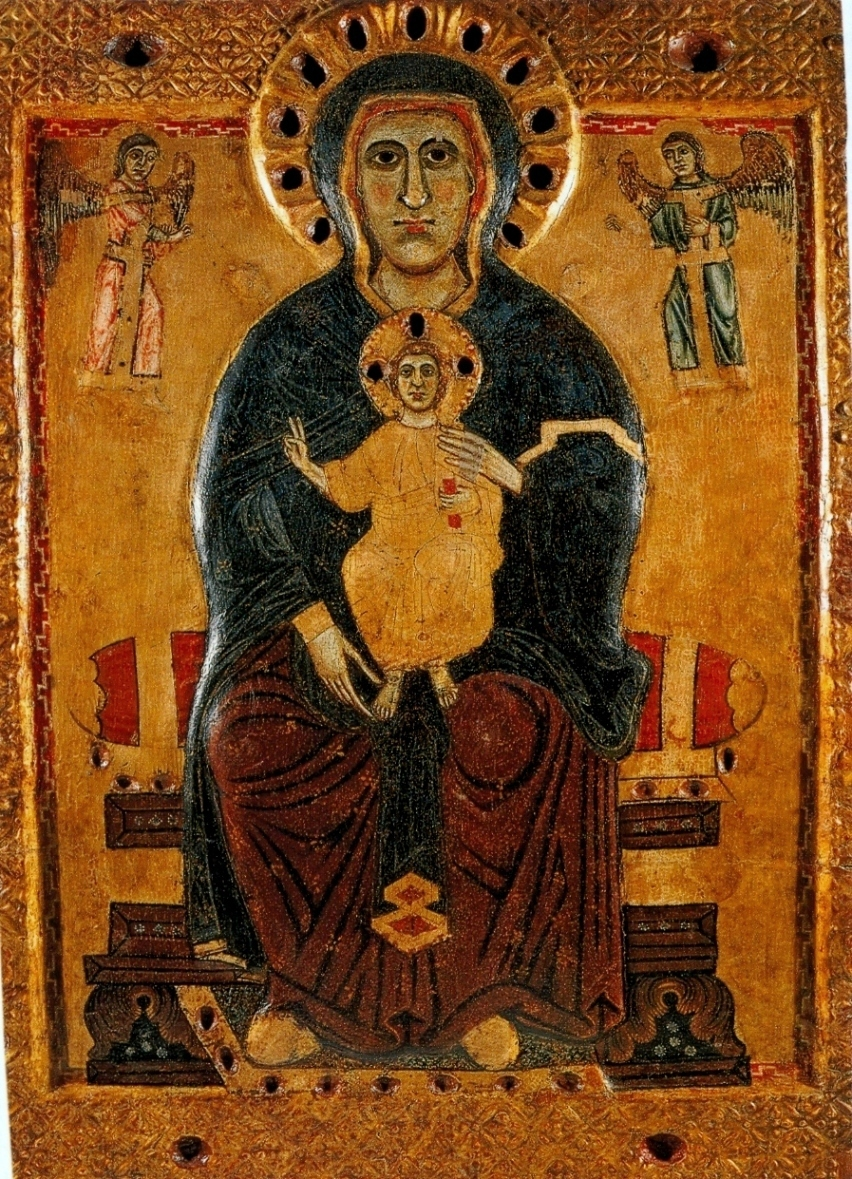
Vierge à l'Enfant de 1250.

## Sources de traduction
- (it) « Document du site de l'Opera del Duomo »(Archive.org • Wikiwix • Archive.is • Google • Que faire ?)